# Scènes de ballet
Scènes de ballet est une œuvre dansée sans argument littéraire, composée en 1944 par le compositeur russe, naturalisé français en 1934, Igor Stravinsky.
L'œuvre pour orchestre, d'une durée d'environ quinze minutes, a été composée à la suite d'une commande de Billy Rose pour sa revue musicale de Broadway The Seven Lively Arts. Elle est achevée le 28 août 1944. La partition aurait été sensiblement élaguée et simplifiée pour convenir à l'orchestre destinataire, plus habitué aux variétés qu'à la musique symphonique
Elles ont été créées la même année à Philadelphie, sous la direction de Maurice Abravanel.
La partition se caractérise, comme ses Danses concertantes, par l'emploi de l'anacrouse où la pulsation rythmique est décalée tout au long de l'œuvre.

## Structure
Les mouvements sont :
1. Introduction
2. Danses (corps de ballet)
3. Variations (ballerine)
4. Pantomime — Pas de deux
5. Pantomime — Variations
6. Pantomime — Danses
7. Apothéose

## Référence
- François-René Tranchefort, Guide de la musique symphonique, Fayard, coll. « Les Indispensables de la musique », France, 1986  (ISBN 2-213-01638-0).

1. ↑  Craft R, Notice de l'enregistrement des Scènes de Ballet chez Naxos